# Светник, Анастасия Сергеевна
Анастасия Сергеевна Светник (бел. Анастасія Сяргееўна Светнiк; род. 12 апреля 2002, Минск, Беларусь) — белорусская волейболистка, центральная блокирующая.

## Биография
Свой первый профессиональный контракт Анастасия Светник заключила в 2017 году с ВК «Минск» и на протяжении трёх сезонов выступала за «Минчанку»-2, в 2020 году выиграв с ней «серебро» Молодёжной лиги чемпионата России.
В 2020 уехала в США, где играла за университетские команды Орегона и Маркетта. В январе 2024 перешла в российскую команду «Заречье-Одинцово». С 2024 — игрок ВК «Ленинградка» (Санкт-Петербург).
В 2021 году выступала за молодёжную сборную Беларуси в составе которой приняла участие в молодёжном чемпионате мира 2021.

## Игровая карьера
- 2017—2020 —  «Минчанка»-2 (Минск);
- 2020—2021 —  Орегонский университет (Юджин);
- 2021—2023 —  Университет Маркетта (Милуоки);
- 2024 —  «Заречье-Одинцово» (Московская область);
- с 2024 —  «Ленинградка» (Санкт-Петербург).

## Достижения
- серебряный призёр розыгрыша Кубка России 2024.
- серебряный призёр розыгрыша Кубка Легенд 2024;
- серебряный призёр Молодёжной лиги чемпионата России 2020.
- победитель (2023) и двукратный серебряный призёр (2021, 2022) первенств Большой Восточной конференции NCAA (США).

## Семья
- Отец — Сергей Светник (род. 1969) — белорусский баскетболист и баскетбольный тренер, мастер спорта СССР[3].
- Мать — Елена Светник — в прошлом волейболистка.
- Сестра — Любовь Светник (род. 2005) — белорусская волейболистка, чемпионка Беларуси 2024. С 2024 — игрок французской команды «Волеро Ле-Канне».